# Газоконденсатні дослідження свердловин

Результати дослідження на газоконденсатність при одноступінчастій сепарації. Сумарний видобуток: 1 — води; 2 — газу сепарації; 3 — конденсату; 4 — газоконденсатний фактор; 5 — густина конденсату

Дослідження на газоконденсатність здійснюється з метою визначення параметрів та показників, що є вихідними даними для підрахунку запасів газу та конденсату, проектування розробки та облаштування родовищ, переробки конденсату та контролю за розробкою газоконденсатного родовища.

## Загальна характеристика
При дослідженні газоконденсатних свердловин в першу чергу визначаються фазовий і вуглеводневий склад суміші до початку розробки родовища або покладу, а потім прогнозують і контролюють їх зміну в процесі експлуатації в системі «пласт ‒ свердловина ‒ сепаратор ‒ магістральний газопровід».
Класифікація
Дослідження таких свердловин класифікуються таким чином:
‒ початкові дослідження всіх розвідувальних та перших видобувних свердловин, що дозволяє вивчити характер зміни газоконденсатної характеристики покладу або родовища за площею та розрізом, за отриманими даними можна розуміти про наявність нафтової облямівки;
‒ поточні дослідження — уточнення запасів та втрат конденсату у пласті, отримання вихідних даних для щорічного планування видобутку конденсату та обґрунтування режиму сепарації відповідно до поточного складу газоконденсатної суміші;
‒ спеціальні дослідження фазового та вуглеводневого складів газоконденсатної суміші в системі пласт — свердловина — сепаратор — магістральний газопровід на різних етапах експлуатації родовища (покладу).

## Результати досліджень
Дослідження газоконденсатних свердловин дозволяють отримати комплекс даних (газоконденсатну характеристику покладу), що включає:
‒ фазовий та вуглеводневий склади газоконденсатної суміші у пластових умовах до введення в експлуатацію родовища (покладу);
‒ ізотерму конденсації за пластової температури;
‒ вміст конденсату в природному газі, що видобувається, склади природного газу і конденсату за весь період зниження пластового тиску від початкового до залишкового;
‒ ізотерми сепарації гирлового природного газу в інтервалі температур сепарації від 258 до 293 К та тисках від 2,0 до 10,0 МПа;
‒ фізико-хімічні властивості та склади природного газу і конденсату, відібраних на гирлі свердловини або з сепаратора;
‒ фазовий стан, склади та властивості природного газу і конденсату в системі пласт — свердловина — сепаратор — магістральний газопровід.

## Газоконденсатна характеристика
Газоконденсатна характеристика потрібна у таких випадках:
‒ при підрахунку запасів конденсату та компонентів, що представляють газоконденсатну суміш;
‒ при техніко-економічному обґрунтуванні способу розробки родовища (покладу) на режимі виснаження або за допомогою пластового тиску;
‒ для обґрунтування режиму сепарації або режиму роботи УКПГ;
‒ для проектування системи розробки та облаштування газового промислу;
‒ для контролю та спостереження за розробкою й експлуатацією родовища (покладу).
Для здійснення досліджень на газоконденсатну характеристику на родовищі вибирається одна високопродуктивна свердловина. Якщо ж родовище є багатопластовим, то досліджується така кількість свердловин, щоб охопити поклади, що містять основні запаси конденсату.
Свердловина, обрана для проведення досліджень на газоконденсатну характеристику, повинна відповідати таким вимогам:
‒ вона повинна експлуатуватися з мінімально допустимим дебітом газу (швидкість руху газу на підошві фонтанних труб 4,0 м/с), що забезпечує винос із вибою та зі стовбура конденсату, який утворився, в дослідницьку апаратуру;
‒ подача газу здійснюється по фонтанних трубах, спущених до підошви досліджуваного пласта;
‒ для забезпечення постійного дебіту газу тиск сепарації має бути меншим половини значення гирлового робочого тиску або дорівнювати йому;
‒ при депресії на пласт, що не перевищує 10 %, підготовчий період роботи свердловини не повинен перевищувати 2 діб;
‒ підготовчий період роботи свердловини вважається завершеним, у разі коли тиск і температура природного газу на гирлі свердловини постійні і не змінюються вихід і склад (густина конденсату при його періодичних вимірах);
‒ при підключенні свердловини до газопроводу після сепаратора слід встановлювати регулятор зворотного тиску.

## Обладнання для промислового дослідження свердловин на газоконденсатність
Промислові дослідження свердловин на газоконденсатність здійснюють з використанням наступного обладнання:
‒ сепараторів, виготовлених самими підприємствами, які проводять розвідку або розробку даного газоконденсатного родовища;
‒ контрольних сепараторів, що входять до комплекту УКПГ на промислах;
‒ малогабаритних сепараційних установок типу «Конденсат — 2», НТ ПКП ‒ 5 (8);
‒ пересувних установок типу «Порта-Тест».
Дослідницький сепаратор повинен задовольняти такі вимоги :
‒ працювати на навантаження, яке не перевищує 50 % від його паспортної продуктивності та забезпечувати повне відділення рідкої фази від газу;
‒ розміщуватись від гирла свердловини на відстань не менше 60 м;
‒ обв'язування сепаратора зі свердловиною проводиться без проведення зварювальних робіт;
‒ якщо температура і тиск на гирлі свердловини забезпечують безгідратний режим в лінії, що з'єднує сепаратор зі свердловиною, то штуцер постійного перерізу встановлюється на гирлі, в іншому випадку ‒ біля входу в дослідницький сепаратор;
‒ запобіжна мембрана встановлюється на вході в сепаратор за штуцером і повинна спрацьовувати при перевищенні робочого тиску більше ніж на 10 %;
‒ відбір сирого конденсату із сепаратора здійснюється за допомогою вимірних кранів, встановлених на різних рівнях по вертикалі у стінці сепаратора.

### Схема дослідження свердловини з використанням системи низькотемпературної сепарації на УКПГ

Схема дослідження свердловин на газоконденсатність з використанням системи НТС на УКПГ
1 — блок вхідних від свердловин ліній; 2 — сепаратор I-го ступеня;
3 — сепаратор II-го ступеня; 4 — трифазний роздільник;
5 — теплообмінник; 6 — дросельна засувка; 7, 8 — регулятори тиску на лініях газу та конденсату, що направляються на ГПЗ

Потік газу з блоку вхідних ліній 1 надходить у сепаратор першого ступеня С-01 з тиском p_(С_1)≤12 МПа, де відбуватиметься первинне розділення суміші на газ і рідину, причому рідина подається на трифазний роздільник С-03, де здійснюється часткова дегазація за рахунок зниження тиску до величини, що перевищує тиск сепарації у другому ступені на 0,2 — 0,3 МПа та розділення рідини на газовий конденсат і водоінгібіторну суміш. Із сепаратора С-01 газ надходить у теплообмінник Т-01, в якому він охолоджується потоком газу із сепаратора другого ступеня С-02. Одержаний нестабільний конденсат із роздільника С-03 та сепаратора С-02 змішується в один потік і спрямовується на газопереробний завод (ГПЗ).

### Малогабаритна сепараційна установка «Конденсат-2»

Схема установки Конденсат-2
1, 2 — сепаратори І-го та ІІ-го ступенів; 3 — теплообмінник; 4 — ємність для стабілізації конденсату; 5 — ємність для інгібування; 6 — витратомір газу; 7, 8 — мірні циліндри; 9 — вихрові камери

Установка «Конденсат-2» призначена для визначення кількості конденсату в природному та попутному газі за різних термобаричних умов. Принципово вона є малою установкою НТС (установка низькотемпературної сепарації). Установка складається з сепараторів 1 і 2, теплообмінника 3, ємності для стабілізації конденсату 4, ємності для інгібування 5, лічильника газу 6, мірних циліндрів 7 і 8, та вихрових камер 9. Установка підключається за допомогою вентиля для манометра до трубопроводу, яким рухається потік газу. Потік газу надходить у сепаратор I-го ступеня, де відбувається відділення краплинної рідини і далі він надходить у теплообмінник 3 з метою подальшого охолодження. Для попередження гідратоутворення в потік може додаватись інгібітор гідратоутворення з ємності 5. У II ступені після досягнення відповідної температури з газоподібної суміші відокремлюється рідка фаза, що відповідає встановленим значенням рсп і Тсп у другому сепараторі. Охолодження газу здійснюється дроселюванням після теплообмінника і вихровим розширенням газу за допомогою вихрових камер 9, що працюють від газу із загального потоку. Це дозволяє забезпечити досягнення температури мінус 60 оС. Витрата газу вимірюється лічильником 6. Стабілізація газового конденсату проводиться в ємності 4. Вимірювання рідини, що виділилася після двох ступенів сепарації, здійснюється мірними циліндрами 8.

### Малогабаритна сепараційна установка типу НТ ПКП ‒ 5 (8)

Схема установки НТ-ПКП-8
1 ‒ трубопровід із свердловини; 2, 10, 11, 13, 16, 20, 23, 24, 29 ‒ відвідні та підвідні трубки; 3, 15 — вентилі; 4 — відстійник (відбійник); 5 — термометри; 6 — манометри; 7 — ємність для інгібітору; 8 — дозувальний пристрій; 9, 14, 17, 21 — теплообмінники; 12, 25 ‒ вихрові трубки Ранка; 18, 27 — сепаратори; 19, 26 — мірники конденсату; 22 ‒ ТТР-3; 28 ‒ витратомір газу

Установка НТ-ПКП-8 (рис.) включає відстійник забруднення 4, метанольну ємність 7 з крапельницею 8, теплообмінники 9, 14, 17 і 21, сепаратори 18 і 27, вихрові трубки Ранка 12 і 25, термостатні мірники конденсату 19 і 26, витратомір 28, манометри 6, термометри 5 тощо.
Принцип роботи установки НТ-ПКП-8 наступний: досліджуваний газ з трубопроводу 7 по трубці 2 подається в прилад і відстійник 4, очищається від рідких і твердих домішок. Після відстійника в потік спочатку вводять інгібітор гідратоутворення, а потім його поділяють на технологічний та досліджуваний потоки. Технологічний потік надходить в теплообмінник 9 для попереднього охолодження при високому тиску і після редукування вентилем 15 використовується холодоагент в теплообміннику 17 для отримання нижчих температур (до мінус 75 оС). Досліджуваний потік надходить в теплообмінники 14 і 17 для охолодження, а потім подається в сепаратор 18 для відділення від рідкої фази. У мірнику 19 візуально визначається кількість нестабільного конденсату, що виділився при тиску і температурі в сепараторі 18. Кількість газу після сепаратора визначається у витратомірі 28. Охолодження або нагрівання в теплообмінниках 9 і 14 проводиться за допомогою газу, що надходить з вихрової труби 12, де використовується енергія технологічного потоку газу, що подається трубкою 11 з газопроводу. Контроль за ступенем уловлювання конденсату у сепараторі 18 здійснюється за допомогою теплообмінника 17 і сепаратора 27, в яких підтримуються ті ж тиск і температура, що і в сепараторі 18. Підігрів або охолодження в теплообміннику 21, залежно від поставленого завдання, здійснюється газом, що поступає з вихрової трубки 25, де проводиться нагрівання або охолодження газу за рахунок енергії газу з газопроводу, що подається по трубці 24. Відпрацьовані гази відводяться по трубках 10, 13, 16, 20 і 29. Основні технічні параметри НТ-ПКП-8: швидкість газу 0,005 –0,01 м/с; пропускна здатність 5 ‒ 35 м3/год; витрата газу на одну вихрову трубку 40 ‒ 75 м3/год; маса приладу близько 20 кг; габаритні розміри (250×400×450) · 10‒3 м.